# 現金預金
現金預金（げんきんよきん）は、勘定科目の一つ。現預金あるいは現金・預金などと表記される場合もある。

## 概要
貸借対照表の表示上の科目であり、簿記上の仕訳では使用されない。
現金預金は、会社が保有する現金及び預金類を一括して表したものであり、流動資産を構成する一要素である。現金として扱われるものは通貨および通貨代用証券である。通貨代用証券とは、いつでも通貨と交換できる有価証券のことであり、郵便為替、小切手などが含まれる。
預金のうち普通預金や当座預金は現金預金に含まれる。定期預金などには一年基準が適用され、満期日又は償還日までの期間が1年以内のものが現金預金に含まれる。
なお、銀行などの預金取扱金融機関では、負債の部の勘定科目たる「預金」との区別のため、資産としての預金に対応する勘定科目は「預け金」としており、そのため、「現金預金」に相当するものは「現金預け金」とされている。
一会計年度における支出総額を現金預金の月々の平均額で割った割合を現金預金回転率と呼び、これが高いほど現金預金の流動性が高く、だぶつきが少ないと考えられている。